# Українське біофізичне товариство
Українське біофізичне товариство — добровільна і самоврядна наукова громадська організація викладачів, науковців, аспірантів і студентів, зайнятих у галузі біофізики або суміжних з нею галузях.
Товариство є юридичною особою, має самостійний баланс, розрахунковий та інші рахунки у банківських установах, виступає учасником цивільно-правових відносин. Товариство має печатку, штампи, бланки зі своїм найменуванням, символіку, зразки яких затверджуються Радою Товариства і реєструються в установленому порядку.
Свою діяльність Товариство здійснює на всій території України згідно з конституцією України, чинним законодавством та Статутом Товариства.

## Місцезнаходження керівних органів Товариства
Київ, вулиця Богомольця, 4, Інститут фізіології АН України.

## Мета, завдання та форми діяльності Товариства
Метою Товариства є захист інтересів своїх членів в органах державної влади та управління, сприяння реалізації їх законних прав, об'єднання зусиль вчених біофізиків для сприяння вирішенню фундаментальних і прикладних наукових проблем біофізики.
Товариство ставить перед собою такі завдання:
- сприяння розвитку міжнародного наукового співробітництва;
- сприяння піднесенню престижу біофізики як науки;
- координація наукових досліджень у різних напрямках сучасної біофізики у організаціях та наукових колективах, які є членами Товариства;
- сприяння пошукові, науковому обґрунтуванню, перспективних ідей у галузі біофізики, опрацюванню їх і допомозі їх впровадження;
- сприяння міжнародним контактам у галузі біофізики;
- сприяння підвищенню фахового рівня членів Товариства;
- об'єднання зусиль членів Товариства для вирішення проблем, які стоять перед біофізикою як наукою.

## Правління УБФТ2012р

### Президент УБФТ
- Мірошниченко Микола Степанович;

### Віце-президенти УБФТ
- Беспалова Світлана Володимирівна;
- Коцан Ігор Ярославович.

### Президія УБФТ
- Мірошниченко Микола Степанович;
- Коцан Ігор Ярославович;
- Шуба Михайло Федорович;
- Костерін Сергій Олексійович;
- Остапенко Людмила Іванівна;
- Сітько Сергій Пантелеймонович;
- Мартинюк Віктор Семенович.

## Регіональні відділення
- Київське — голова Волков Сергій Наумович;
- Севастопольське — голова Евстигнєєв Максим Павлович;
- Вінницьке — голова Фурман Юрій Миколайович;
- Волинське — голова Коцан Ігор Ярославович;
- Дніпропетровське — голова Корогод Сергій Михайлович;
- Донецьке — голова Лях Юрій Єремійович;
- Закарпатське — голова Суховія Марія Іллівна;
- Запорізьке — голова Маліков Микола Васильович;
- Кримське — голова Чуян Олена Миколаївна;
- Львівське — голова Санагурський Дмитро Іванович;
- Харківське — голова Товстяк Володимир Васильович;
- Черкаське — голова Лизогуб Володимир Сергійович.